# Issirac
Issirac település Franciaországban, Gard megyében. Lakosainak száma 320 fő (2022. január 1.). Issirac Orgnac-l’Aven, Cornillon, Le Garn, Laval-Saint-Roman, Montclus, Saint-André-de-Roquepertuis és Saint-Christol-de-Rodières községekkel határos.

## Népesség
A település népességének változása:
| Lakosok száma | 152  | 150  | 163  | 211  | 251  | 289  | 310  | 309  | 310  | 320  |
|               | 1968 | 1982 | 1990 | 2006 | 2013 | 2015 | 2017 | 2019 | 2020 | 2022 |